# تشيبر باي ذا دزن (فلم 2003)
تشيبر باي ذا دوزن هو فيلم أمريكي كوميدي عائلي إنتاج عام 2003 بمزانية تقدر حوالي 40 مليون دولار الفيلم بطولة كل من ستيف مارتن ،بوني هانت هيلاري داف ،توم ويلينج، بايبر بيرابو وإخراج شون ليفي

## قصة
يحاول توم بيكر (ستيف مارتن) وزوجته كايت (بوني هانت) أن يحظيا بحياة أفضل، وربما أقل تكلفة من الحياة التي يعيشها بقية الشعب الأمريكي! ففي مجتمع لا يتجاوز معدل الأطفال في الأسرة الواحدة فيه الطفلين، يقرر الزوجان إنجاب 12 طفلاً تعيش عائلة بيكر في مدينة صغيرة في ولاية إيلينوي، حيث يعمل توم كمدرب لإحدى الفرق الرياضية الجامعية، وعلى الرغم من الفوضى العارمة التي تسود المنزل الصغير، فإن الحب والوئام دائماً ينجح في إيجاد طريقه إلى قلوب أفراد العائلة السعيدة.وذات يوم يتلقى توم عرضاً رائعاً لتدريب فريق جامعي بارز في ولاية أخرى، فيحار وزوجته كايت في الطريقة التي يتوجب عليهما أن يبلغا أبناءهم الإثني عشر بقرار الانتقال من المنزل.يجد الأبناء عزاءهم الوحيد في التحسن المرتقب لحالة الأسرة المادية، سيما بعدما قررت الأم نشر مذكراتها في كتاب جديد. يصر ناشر الكتاب على مرافقة كايت له إلى نيويورك لتسويق الطبعة الأولى من كتابها، ما يجبر «توم» على البقاء مع الأولاد في مهمة إدارية معقدة جديدة.تعيش العائلة التي تمر بنقلة استثنائية فترة عصيبة مليئة بالمشاكل التي تواجه الأب والأم والأطفال الإثني عشر، لكن في الوقت نفسه يبقى الحب الشيء القوي الذي يجمع بين الجميع.

## وصلات خارجية
- مقالات تستعمل روابط فنية بلا صلة مع ويكي بيانات